# Ashlynn Brooke
Pour les articles homonymes, voir Brooke.
Ashley Rogers, dite Ashlynn Brooke, est une actrice pornographique américaine, née le 14 août 1985 à Choctaw (Oklahoma).

## Biographie
Ashlynn Brooke naît à Choctaw dans l'Oklahoma. À l'âge de 17 ans, elle s'illustre en tant que cheerleader de son lycée. Elle mentionne qu'elle a un peu d'expérience universitaire avec un intérêt pour la justice criminelle et la science médico-légale[pas clair][réf. nécessaire]. Elle dirige un garage de voitures d'occasion pendant 4 ans[réf. nécessaire].
Elle pose d'abord pour de la photographie nue, posant pour différents magazines dont Gallery. Elle commence dans l'industrie pornographique à Miami en 2006 et apparaît dans plus de 40 films.
Parallèlement à sa carrière d'actrice pornographique, elle présente une émission sur la télévision canadienne intitulée Vénus. Elle fait aussi une apparition dans le film d'Alexandre Aja, Piranha 3D.
Elle a possédé un contrat exclusif avec New Sensations / Digital Sin. En plus de ses films, elle est l'hôtesse de la Manche de Vénus et Canada pay-per-View, un réseau pour adulte. Elle reçoit en 2008 le prix Best Newcomer aux AEBN, pour sa prestation dans le film Ashlynn Goes To College.
En 2009 sort un jeu vidéo, Pink Tropics, avec pour vedette Ashlynn Brooke en réalité virtuelle.

## Filmographie

### Films pornographiques
- 2007 : Ashlynn Goes to College

### Réalisatrice
- 2009 : Ashlynn Brooke's Lesbian Fantasies[6]

### Cinéma non pornographique
- 2010 : Piranha 3D d'Alexandre Aja : une cheerleader

## Distinctions

### Récompenses
- 2007 : Adultcon — Top 20 des actrices pour adultes[7]
- 2009 : F.A.M.E. Award — poitrine favorite
- 2009 : AVN Award — meilleure série de vidéos pour Ashlynn Goes to College
- 2009 : AVN Award — meilleur DVD interactif pour My Plaything: Ashlynn Brooke
- 2009 : AVN Award — meilleure nouvelle série pour Ashlynn Goes to College

### Nominations
- 2008 : AVN Award — meilleure nouvelle starlette[8]
- 2008 : AVN Award — meilleure performance tease
- 2008 : AVN Award — AVN meilleure scène de couple dans Addicted Forever en compagnie de Mark Davis
- 2008 : F.A.M.E. Award — poitrine favorite[9]